# Eulithis schistacea
Eulithis schistacea là một loài bướm đêm trong họ Geometridae.